# السوق العربي (السودان)
السوق العربي  هو أكبر سوق مفتوح في الخرطوم، السودان ومن أشهر الأسواق فيها، مثل سوق امدرمان والسوق الشعبي وسوق الموردة.

## الهيكل والحجم
يمتد السوق على عدة أحياء في وسط الخرطوم، جنوب المسجد الكبير ومحطة الحافلات الصغيرة. ينقسم البائعون إلى أقسام حسب نوع البضائع المعروضة

## معرض صور

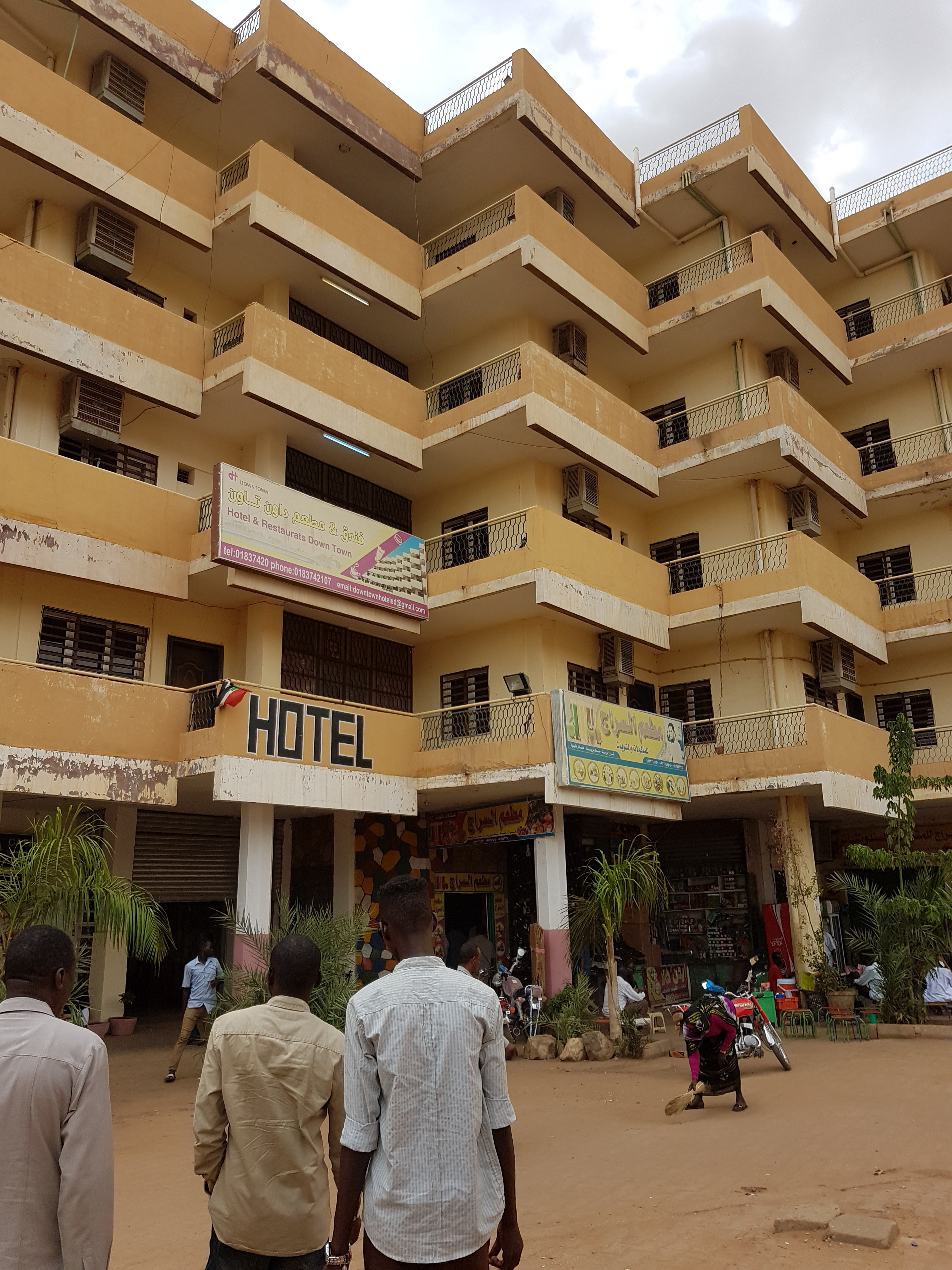
فندق في أرجاء السوق
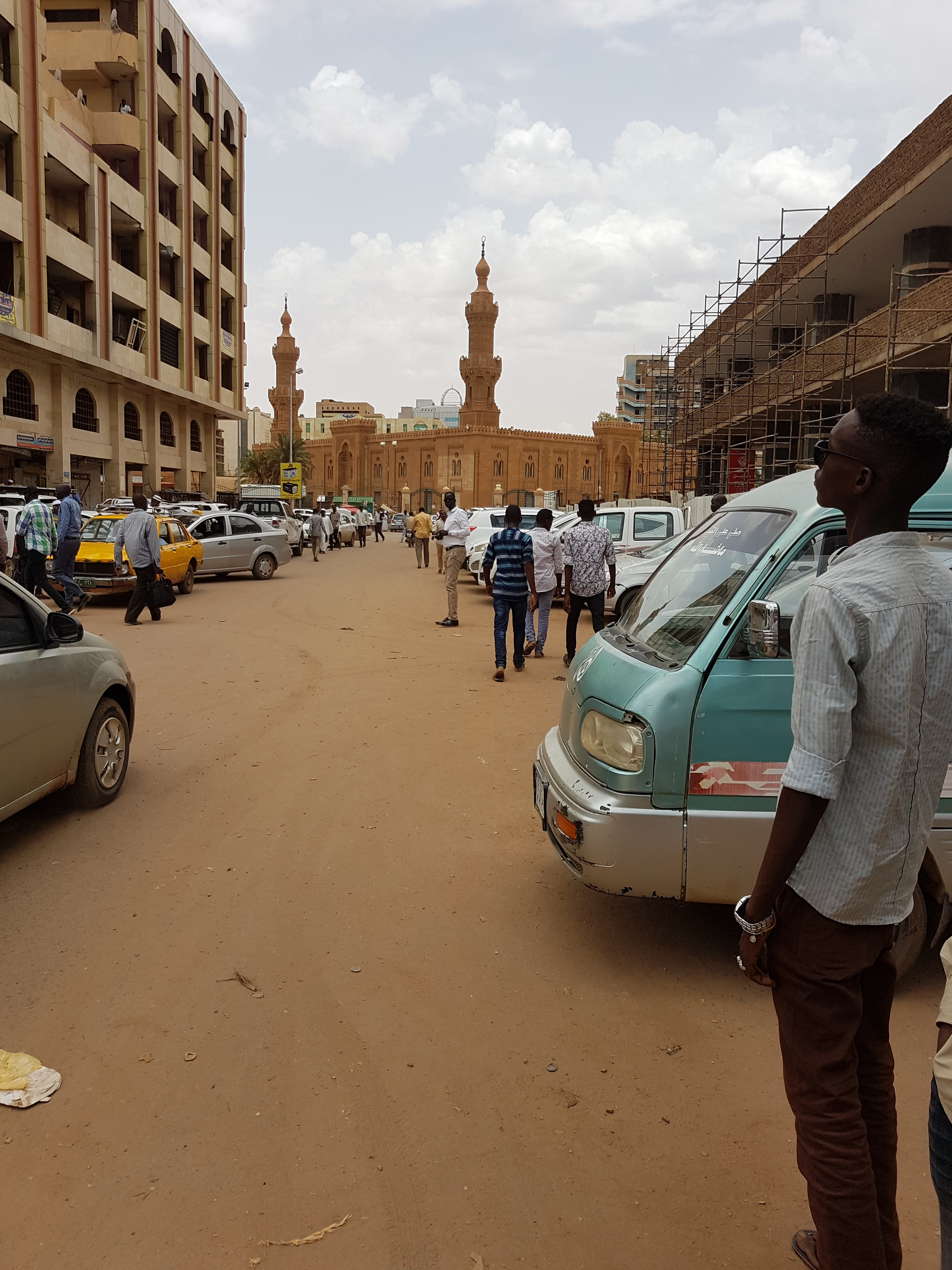
شارع قديم أنحاء السوق
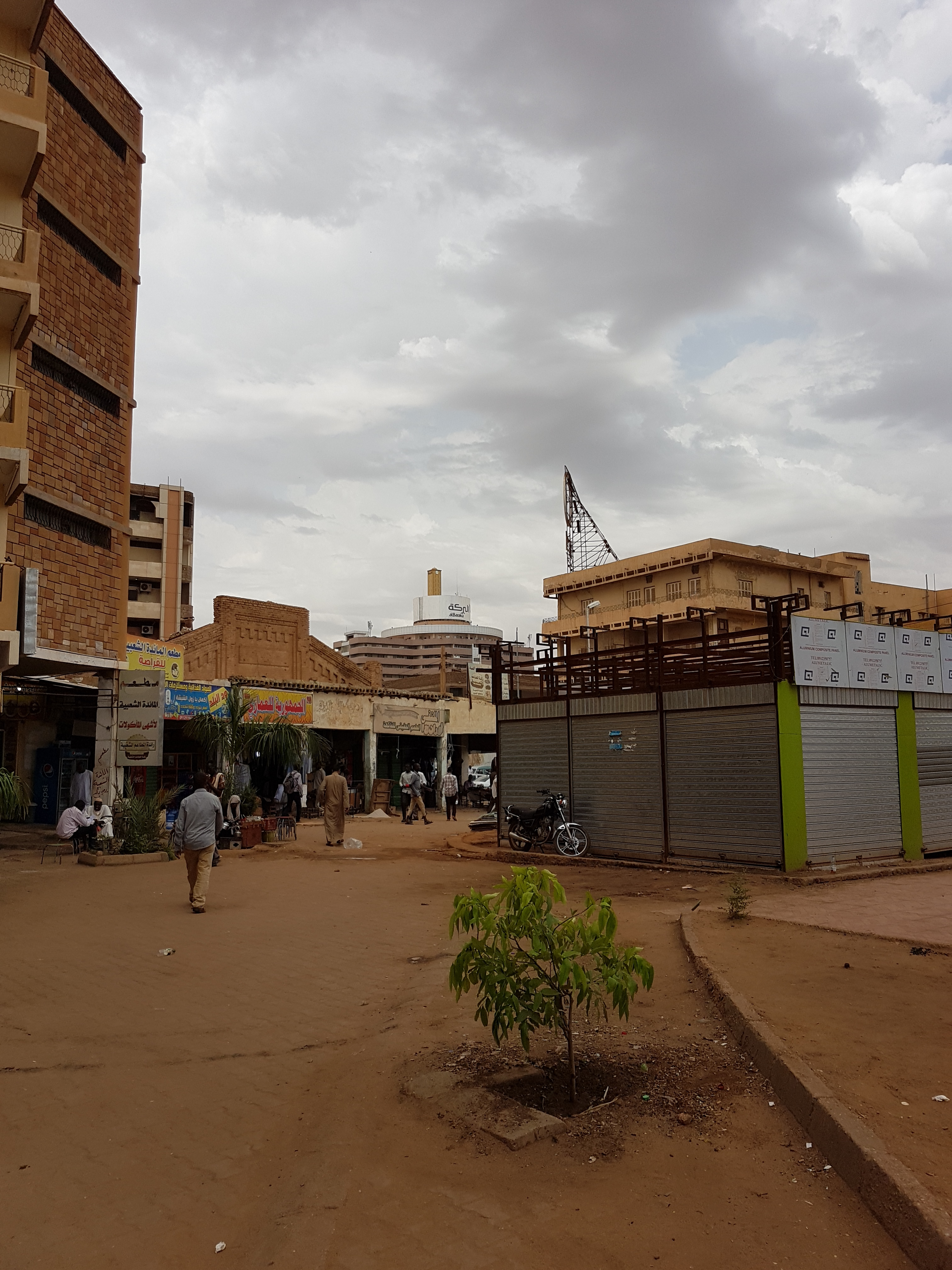
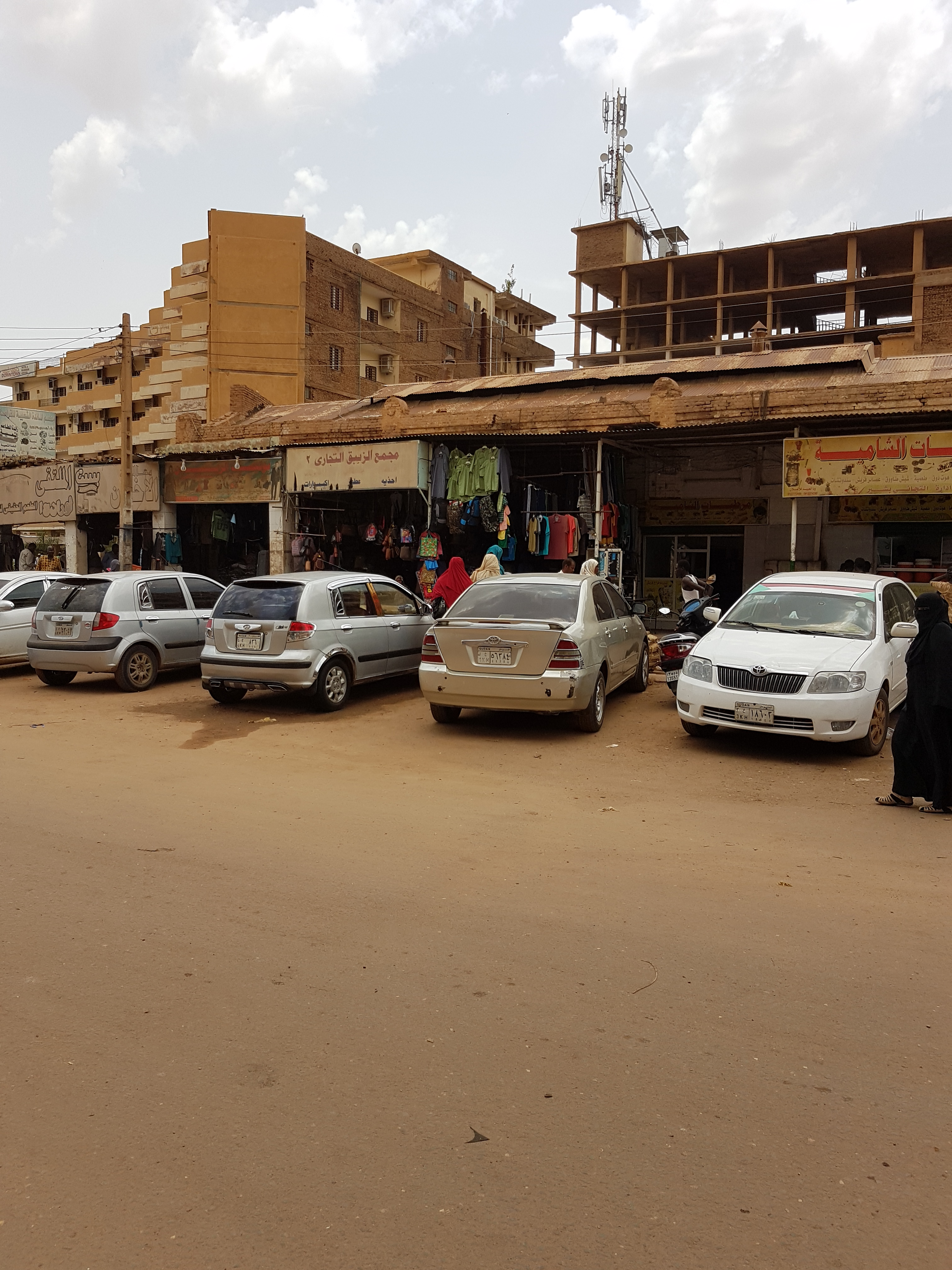
محلات بيع في السوق